# Detroit Stories
Detroit Stories — двадцать первый сольный и двадцать восьмой в целом студийный альбом певца и автора-исполнителя Элиса Купера, выпущенный 26 февраля 2021 года на earMUSIC. Альбом возглавил чарт Billboard Top Album Sales (от 3 марта 2021 года), заняв первое место. Это был первый рекорд Купера за 29-летнюю историю чарта Top Album Sales. Продюсером альбома выступил Боб Эзрин, который также появляется в альбоме, играя на органе. Как сольный альбом, он включает в себя множество исполнителей, играющих на разных инструментах.
Тематика альбома соответствует остальной дискографии Элиса Купера, с величием и преувеличенными шок-роковыми повествованиями, которые он продемонстрировал в предыдущей работе. Тем не менее, в альбоме присутствует значительный аспект ностальгии, поскольку Detroit Stories отмечает многие влияния традиционного хард-рока в Детройте и пытается вернуться в эпоху хард-рока, в которой зародился Купер.
За первую неделю продаж (закончившуюся 4 марта) Detroit Stories было продано 13 000 копий на компакт-дисках, из которых 9500 были проданы, на Vinyl LP с 2 000 продаж и в цифровых форматах для загрузки оставшиеся 1500 продаж. Кроме того, альбом возглавил чарт Tastemaker Albums, который оценивает альбомы на основе их продаж в независимых и небольших сетевых музыкальных магазинах, откуда поступает 38 % продаж альбомов на первой неделе.
На всех жанровых чартах Billboard 200 Detroit Stories занял 47-е место, 2-е место в Hard Rock Albums, 5-е место в Top Rock Albums , 7-е место в Independent Albums и 18-е место в Vinyl Albums.

## Выпуск
11 ноября 2020 года Элис Купер объявил о выпуске своего двадцать первого студийного альбома.

### Синглы
Первый сингл «Rock & Roll» был выпущен 13 ноября 2020 года и представляет собой кавер на одноимённую песню группы The Velvet Underground.
11 декабря 2020 года Элис Купер выпустил второй сингл «Our Love Will Change the World». Это тоже кавер на одноимённую песню 2005 года американской пауэр-поп-группы Outrageous Cherry.
Третий сингл «Social Debris» был выпущен 4 февраля 2021 года, на 73-й день рождения Элиса. Он был доступен для бесплатного скачивания в течение ограниченного времени.
Песня «Hanging On by a Thread (Don’t Give Up)» была выпущена Элисом 15 мая 2020 года как сингл под простым названием «Don’t Give Up», чтобы помочь фанатам пережить COVID-19. Впоследствии текст песни был изменён для повышения осведомленности о психическом здоровье.

## Контекст
Detroit Stories посвящён истокам музыкального творчества Элиса Купера и истории хард-рока в Детройте. Как заявил Купер, он попытался включить что-то, что «на вкус было как Детройт», во все тексты альбома. Выпуская альбом в то время, когда хард-рок уже не возглавлял хит-парады популярной музыки, Купер задумал его как попытку вернуться к корням рок-н-ролла и сделать «настоящий рок-н-ролльный альбом».
Купер, таким образом, соединяет в одно целое многие музыкальные аспекты, перекликающиеся с музыкальной эпохой, из которой он пришёл, и с другими музыкантами из Детройта той эпохи, которые вдохновляли его и вместе с ним обретали известность.
Соответственно, в трек-листе альбома присутствует множество примеров влияния детройтского и в целом мичиганского рока. Например, Купер исполняет кавер на песню группы Outrageous Cherry из Мичигана «Our Love will Change the World», придавая ей свой собственный, более агрессивный стиль. Песня «Go Man Go» включает гитарную партию, написанную гитаристом детройтской хард-рок-группы MC5 Уэйном Крамером. В своём кавере на песню The Velvet Underground «Rock ‘n’ Roll» Купер заменил упоминание Нью-Йорка на Детройт, а в «Despite all the Amputations» Купер пользуется случаем, чтобы отдать должное множеству известных детройтских рокеров, которые вдохновляли его и пришли с одной и той же хард-рок сцены, таких как Игги Поп, Тед Ньюджент и Сьюзи Кватро. Кроме того, в альбоме приняли участие многие музыканты Детройта и штата Мичиган, такие как тот же Уэйн Крамер из MC5 и Марк Фарнер из флинтской группы Grand Funk Railroad, а также участники оригинального состава группы Купера и блюзовый музыкант Джо Бонамасса.

## Истоки хард-рока в Детройте, штат Мичиган
Купер родился и вырос в Детройте, однако его семья переехала в Аризону, когда ему было десять лет. Он сформировал свою первую группу в Финиксе, а затем переехал в Лос-Анджелес в попытке добиться музыкального успеха, однако они не смогли добиться коммерческого успеха, пока не вернулись в Детройт, чтобы заниматься музыкой. Первые записи исполняемого группой хард-рока, проникнутого психоделическим влиянием, не очень хорошо продавались в Лос-Анджелесе, но после переезда в Детройт он обрёл гораздо большую силу.
Группа Элиса Купера начала завоевывать репутацию, о чём свидетельствуют слухи, распространившиеся по стране, о том, что Винсент Фурнье (фронтмен Alice Cooper, позже Элис Купер в сольной карьере) отрывает голову цыпленку и пьёт его кровь на сцене. Этой репутации удалось найти пристанище в Детройте, Фурнье заявил, что «Детройт нас понял», поскольку к 1969 году они стали чаще там давать концерты прежде чем навсегда туда переехать через несколько месяцев в 1970 году.
Специфическая для Купера марка «шок-рока» зародилась в Детройте с театральными и странными выступлениями. Фурнье появлялся перед аудиторией с удавом вокруг него, группа часто выступала переодетыми и могла имитировать казнь Фурнье во время шоу. Хард-рок и вызывающие реакцию выступления группы Элиса Купера выросли из Детройта, так как они выступали вместе с другими известными детройтскими рокерами, такими как MC5 и The Stooges. Как заявил Купер, Detroit Stories — это пластинка, которая пытается вернуть публику в это время в Детройте, поскольку он считает его «домом хард-рока».
История Купера как музыканта тесно связана с темами секса и насилия  со свойственным для них электронным звучанием, зародившимся в Детройте, а не с преобладавшим в то время блюзовым. Именно об этих темах он вспоминает в своем альбоме Detroit Stories. Отождествляя себя с молодежью и бунтарями того времени, музыка Купера процветала в среде Детройта. Культовый статус, который его группа приобрела за это время, по сей день остается важной частью его музыкального успеха и творчества.
В то время как культовый статус и в значительной степени «Детройтский» звук определяли музыку Элиса Купера, его притягательность сумела превзойти аналогичные детройтские группы того времени, такие как MC5 и The Stooges, и добиться гораздо большего успеха. Это влияние оказало большое влияние на большую часть более яркого, гламурного и «блестящего» рока, появившегося после Элиса Купера в семидесятых.
После переезда группы в Финикс Купер занялся сольной карьерой, и в 1975 году вышел его первый сольный альбом. Та же эстетика и энергия, которые определили группу Элиса Купера, сохраняются во многом в том же духе и в более поздней сольной работе Купера. Купер продолжал давать подобные живые выступления в духе своих выступлений в Детройте в течение восьмидесятых, и его музыка продолжалась во многом в том же духе. Detroit Stories можно рассматривать как прославление этой марки хард-рока, о чём Купер вспоминает о своем пребывании в Детройте и своем музыкальном происхождении.

## Оценки критиков
| Совокупная оценка   | Совокупная оценка |
| Источник            | Оценка            |
| ------------------- | ----------------- |
| Metacritic          | 71/100            |
| Оценки критиков     |                   |
| Источник            | Оценка            |
| AllMusic            | [ 18 ]            |
| American Songwriter | [ 19 ]            |
| Metal Hammer        | [ 20 ]            |
| Rolling Stone       | [ 21 ]            |
| Uncut               | 6/10              |

На Metacritic, который присваивает обзорам из основных публикаций средневзвешенный рейтинг из 100, этот выпуск получил средний 72 балла на основе десяти обзоров и 7,3 из 10 в категории «пользовательский рейтинг». Эти обзоры были взяты из Under the Radar, Classic Rock Magazine, musicOMH.com, The Independent (UK) и Mojo (все получили 80 баллов из 100), а также от Punknews.org, Rolling Stone, American Songwriter (все получили 70 баллов из 100), Uncut (оценка 60 из 100) и AllMusic (оценка 50 из 100).
Гарет Уильямс из Wall of Sound поставил альбому идеальную оценку 10/10, заявив, что «стойкие поклонники Элиса Купера примут этот альбом таким, какой он есть, вернувшись к его корням, смесью блюза, джаза, соула, хард-рока, юмора и сердца. Случайные поклонники могут быть удивлены универсальностью рокера, но Элис никогда не был одномерным.» Готовя рецензию для AllMusic, Фред Томас сказал «Detroit Stories застряли в запутанной неопределённости где-то между данью Детройту и другим альбомом, похожим на манерный, театральный, радио-ориентированный хард-рок, который Купер делал со времён Hey Stoopid. Никогда не придерживаясь какой-либо концепции, Detroit Stories в конечном итоге ощущается как горстка солидных каверов на классические мелодии Детройта с некоторыми дополнениями Элиса Купера, добавленными наугад.»
Кори Гроу из Rolling Stone описал «непреходящую привлекательность» музыки Элиса Купера, заявив, что, когда он «добивается успеха», пластинка становится забавным и интересным опытом прослушивания, в котором проявляется дух ранней музыки Элиса Купера. Тем не менее, Гроу критикует Купера за то, что он не сумел применить юмор к некоторым пластинкам и не смог плавно интегрировать попытки создания серьёзных песен.
Гас Айронсайд из Louder Than War поставил альбому четыре балла из пяти. Айронсайд очень положительно отзывался о пластинке Купера, описывая её как «бурное празднование» метала и хард-рока семидесятых и шестидесятых, из которых вышли Элис Купер и его группа The Alice Cooper Group. Как и Гроу, Айронсайд считает альбом очень интересным для прослушивания, описывая «joi de vivre» альбома как «невозможно устоять». Айронсайд дополнительно контекстуализирует альбом, утверждая, что это одна из величайших вещей, вышедших из под пандемии Covid-19 2020—2021 годов.
В отзывах критиков о Detroit Stories главное место занимает ностальгия по раннему творчеству Элиса Купера и восхищение стихией его музыки, обязанной своим происхождением и популярностью Детройту, и предыдущими сольными работами Купера. Такие аспекты, как шокирующее и тяжелое содержание и присутствие его музыки, а также насмешка и часто мрачное чувство юмора — вот что в центре внимания большинства положительных приемов Detroit Stories.
С другой стороны, отрицательная реакция на Detroit Stories определяется разочарованием или утомлением от стиля музыки Элиса Куперса, который зародился в его ранних работах в Детройте.

## Вдохновение
Вдохновение для Detroit Stories во многом исходит из воспоминаний Фурнье и опыта в хард-роковой сцене Детройта 1970-х и 1980-х годов. Он в значительной степени опирается на эстетику «автомобильного города», в котором он вырос и прославился, пытаясь вернуться к «корням» хард-рока, которые он там нашёл. Стилистически альбом очень суровый и следует тому же саунду, вдохновлённому панком, металом и шок-роком, который был характерен для ранних дней существования Alice Cooper Group и музыкальной сцены Детройта (Grow, 2021). Вдохновлённый величием его ранних рок-н-ролльных дней, Detroit Stories полон преувеличенных повествований и символов.
21-й студийный альбом Элиса Купера также во многом вдохновлён всей его историей в музыке. Этот альбом предлагает более глубокое погружение в историю его музыки и музыки в Детройте. Таким образом, вдохновение для Детройтских историй также было почерпнуто из всей музыкальной карьеры Купера. Кроме того, не только музыка Элиса Купера, но и эстетика его музыки и выступлений являются большим источником вдохновения для этого альбома, так как похожие темы прослеживаются по всему альбому.
Музыка в Detroit Stories — это отражение времени Купера в музыкальной индустрии, а также празднование его музыкального происхождения, что стилистически видно на протяжении всего альбома.

## Список композиций
| №                   | Название                                                   | Автор(ы)                                            | Длительность      |
| ------------------- | ---------------------------------------------------------- | --------------------------------------------------- | ----------------- |
| 1.                  | «Rock & Roll (кавер на The Velvet Underground)»            | Лу Рид                                              | 4:43 5:45 (винил) |
| 2.                  | «Go Man Go»                                                | Элис Купер, Боб Эзрин, Томми Хенриксен, Уэйн Крамер | 2:40              |
| 3.                  | «Our Love Will Change the World» (кавер Outrageous Cherry) | Мэттью Смит                                         | 3:39              |
| 4.                  | «Social Debris»                                            | Купер, Эзрин, Нил Смит                              | 3:05              |
| 5.                  | «$1000 High Heel Shoes»                                    | Купер, Эзрин, Уэйн Крамер                           | 3:29              |
| 6.                  | «Hail Mary»                                                | Купер, Эзрин, Томми Хенриксен                       | 3:15              |
| 7.                  | «Detroit City 2021»                                        | Купер, Эзрин, Хенриксен, Райан Рокси, Чак Гаррик    | 3:20              |
| 8.                  | «Drunk and in Love»                                        | Купер, Эзрин, Деннис Дюнауэй                        | 3:52              |
| 9.                  | «Independence Dave»                                        | Купер, Эзрин, Крамер                                | 2:57              |
| 10.                 | «I Hate You»                                               | Купер, Эзрин, Дюнауэй                               | 2:34              |
| 11.                 | «Wonderful World»                                          | Купер, Эзрин, Хенриксен, Томми Денандер             | 3:20              |
| 12.                 | «Sister Anne (кавер на MC5)»                               | Фред «Соник» Смит                                   | 4:47              |
| 13.                 | «Hanging On by a Thread (Don't Give Up)»                   | Купер, Эзрин, Хенриксен                             | 3:36              |
| 14.                 | «Shut Up and Rock»                                         | Купер, Эзрин, Хенриксен, Денандер                   | 2:09              |
| 15.                 | «East Side Story (кавер на Bob Seger & The Last Heard)»    | Боб Сигер                                           | 2:52              |
| Общая длительность: | Общая длительность:                                        | Общая длительность:                                 | 50:28             |

## Участники записи
- Элис Купер — вокал, бэк-вокал (1, 6 и 7 треки), арфа (8, 12 и 15 треки)
- Майкл Брюс[англ.] — гитара (4 и 10 треки), вокал (10 трек)
- Деннис Данауэй[англ.] — бас-гитара (4 и 10 треки), гитара (10 трек), вокал (10 трек)
- Нил Смит[англ.] — ударные (4 и 10 треки), вокал (10 трек)
- Боб Эзрин — орган (1 трек), перкуссия (1, 2 и 6 треки), фортепиано (3 трек), бэк-вокал (треки 1-3, треки 6-7, 10 трек, треки 13-15), программирование (10 и 13 треки), клавишные (13 трек)
- Джонни «Би» Биданжек[англ.] — ударные (треки 1-3, треки 5-10, треки 12, 13 и 15), бэк-вокал (трек 1)
- Гаррет Белянец — гитара (треки 1-3, треки 5-10, треки 12-15)
- Томми Хенриксен[англ.] — гитара (треки 2-4, треки 6-7, треки 9-10), перкуссия (треки 3, 4 и 10), бэк-вокал (треки 2-4, треки 6-7, треки 9-10, треки) 13-14), программирование (10 и 13 треки)
- Уэйн Крамер[англ.] — гитара (треки 2-3, 5-7, треки 9-10, треки 12-13 и 15 трек), бэк-вокал (1, 12 и 15 треки)
- Пол Рэндольф[англ.] — бас-гитара (треки 1-3, треки 5-10, треки 12-13 и трек 15), бэк-вокал (1, 12 и 15 треки)
- Джо Бонамасса — гитара (1 и 8 треки)
- Марк Фарнер — гитара (треки 2, 7, 12 и 15), бэк-вокал (треки 12 и 15)
- Стив Хантер[англ.] — гитара (1 трек), соло-гитара (13 трек)
- Томми Денандер[англ.] — гитара (треки 10 и 14), клавишные (треки 10 и 13)
- Стив Крейн — соло-гитара (трек 4)
- Мэттью Смит — гитара (13 трек)
- Рик Тедеско — гитара (треки 4 и 10)
- Карла Камарильо — бэк-вокал (5 и 9 треки)
- Калико Купер — бэк-вокал (треки 1 и 3)
- Шерил Купер — бэк-вокал (треки 1 и 3)
- Камилла Слэдж — бэк-вокал (5 трек)
- Дебра Слэдж — бэк-вокал (5 трек)
- Таня Тилле — бэк-вокал (5 трек)
- Кейт Камински — саксофон (5 трек)
- Джимми Ли Слоас — бас-гитара (трек 14)
- Ларри Маллен-младший — ударные (трек 14)
- Джон Резерфорд — тромбон (5 трек)
- Джеймс Шелтон — орган (треки 1 и 5)
- Уолтер Уайт — труба (5 трек)

## Чарты
| Чарт (2021)                          | Высшая позиция |
| ------------------------------------ | -------------- |
| Австралия (ARIA)                     | 3              |
| Бельгия/Фландрия (Ultratop)          | 17             |
| Бельгия/Валлония (Ultratop)          | 7              |
| Канада (Canadian Albums Chart)       | 56             |
| Чехия (ČNS IFPI)                     | 27             |
| Нидерланды (Album Top 100)           | 51             |
| Финляндия (Suomen virallinen lista)  | 6              |
| Германия (Offizielle Top 100)        | 1              |
| Венгрия (MAHASZ)                     | 23             |
| Италия (FIMI)                        | 39             |
| Норвегия (VG-lista)                  | 22             |
| Польша (ZPAV)                        | 39             |
| Швеция (Sverigetopplistan)           | 7              |
| Швейцария (Schweizer Hitparade)      | 3              |
| Великобритания (UK Albums Chart)     | 4              |
| США (Billboard 200)                  | 47             |
| США (Billboard Top Hard Rock Albums) | 2              |
| США (Billboard Top Rock Albums)      | 5              |